# Barbadisch-portugiesische Beziehungen
Die barbadisch-portugiesischen Beziehungen umfassen das zwischenstaatliche Verhältnis zwischen Barbados und Portugal. Mindestens seit 1990 unterhalten sie direkte diplomatischen Beziehungen.
Der Landesname Barbados geht auf das Jahr 1536 zurück, als Portugiesen hier als erste Europäer ankamen. Die heutigen bilateralen Beziehungen sind gut, jedoch schwach entwickelt. In Portugal ist Barbados als Urlaubsziel am bekanntesten, zudem bestehen internationale Kreuzfahrtrouten zwischen Barbados und Lissabon. 
Im Jahr 2016 waren 5 barbadische Staatsbürger in Portugal gemeldet, davon 4 im Distrikt Porto. Im Jahr 2010 waren keine in Barbados lebenden Portugiesen bei portugiesischen Behörden vermerkt.

## Geschichte
Der portugiesische Seefahrer Pedro Campos sichtete auf einer Reise nach Brasilien im Jahr 1536 das heutige Barbados als erster Europäer. Er nannte die Insel Os Barbados (portugiesisch für „Die Bärtigen“), unter Bezugnahme auf die frei herabhängenden Wurzeln der hiesigen Feigenbäume.
Gemäß dem Vertrag von Tordesillas fiel Barbados in die spanische Sphäre und wurde somit Spanische, später Britische Kolonie.

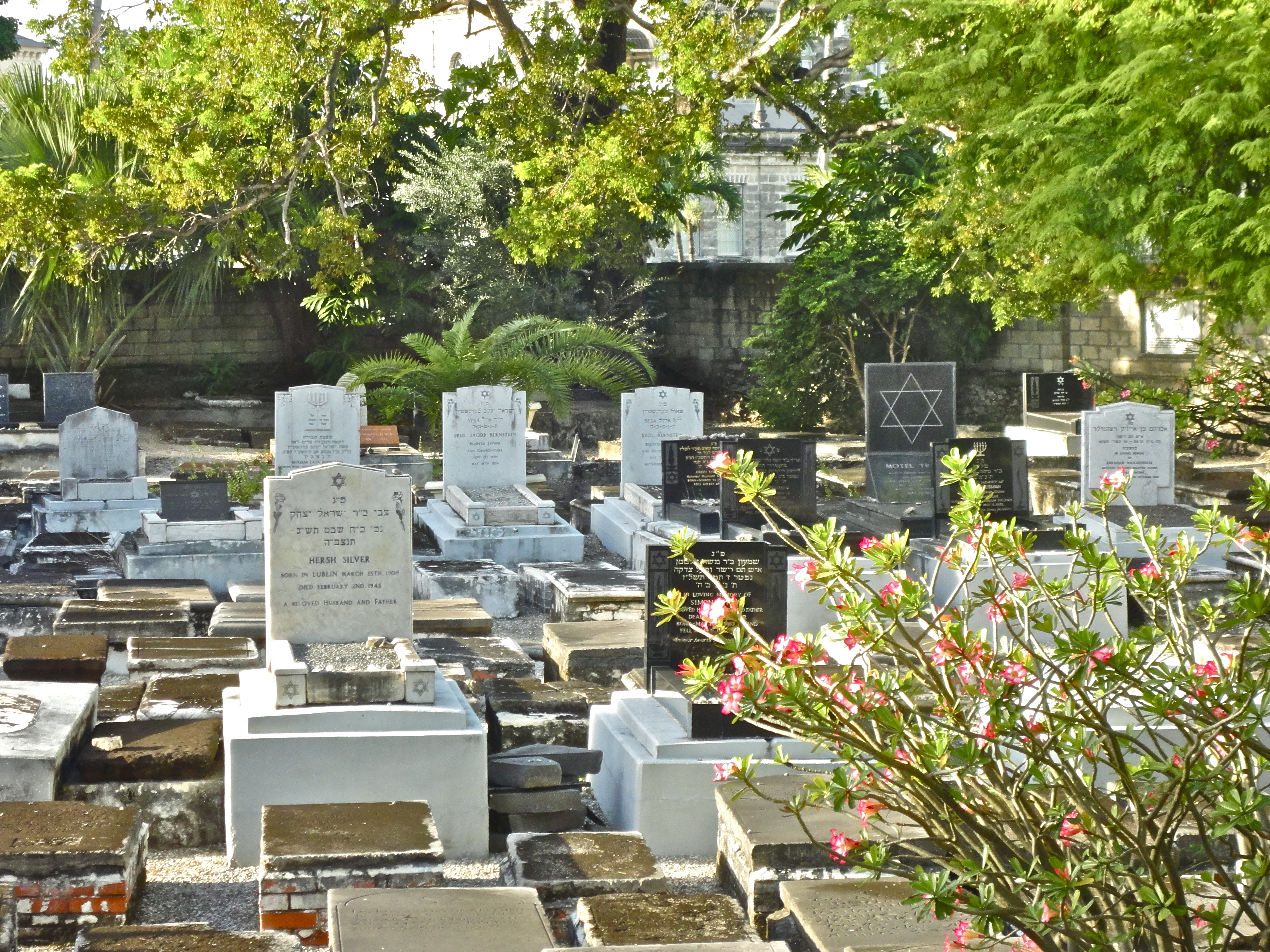
Auf dem jüdisch-sephardischen Friedhof in Bridgetown sind auch portugiesische Grabsteine zu finden

Mit der Flucht der jüdischen Marranen aus Portugal gingen Anfang des 16. Jahrhunderts zahlreiche dieser Sepharden nach Nordeuropa. Aus diesen sephardischen Gemeinden wanderten in Schüben auch Gruppen in die Karibik aus, insbesondere im 17. Jahrhundert. Portugiesische Marranen kamen so auch nach Barbados. Auf dem jüdischen Friedhof von Bridgetown sind bis heute auch portugiesische Grabsteine zu sehen, die überwiegend auf die portugiesischen Marranen zurückgehen.
Nach der barbadischen Unabhängigkeit 1966 gingen Barbados und das koloniale Estado Novo-Regime in Portugal keine diplomatischen Beziehungen ein. Auch nach der Nelkenrevolution 1974 und der zunehmenden Westausrichtung Portugals nach 1976 näherten sich die Staaten mangels Berührungspunkte kaum an.
Als erster portugiesischer Botschafter in Barbados akkreditierte sich am 31. Januar 1990 Duarte Fonseca de Sá Pereira de Castro, Portugals Vertreter in Venezuela. Barbados gehört seither zum Amtsbezirk der portugiesischen Botschaft in der venezolanischen Hauptstadt Caracas.

## Diplomatie
Portugal unterhält keine eigene Botschaft in Barbados, das zum Amtsbezirk der portugiesischen Botschaft in Venezuela gehört. In der barbadischen Hauptstadt Bridgetown unterhält Portugal ein Konsulat, im Cherry Tree House in der Chelsea Road.
Barbados führt ebenfalls keine eigene Botschaft in Portugal, für das Land ist seine Vertretung in Brüssel zuständig. Barbadische Konsulate bestehen in Portugal keine.

## Wirtschaft

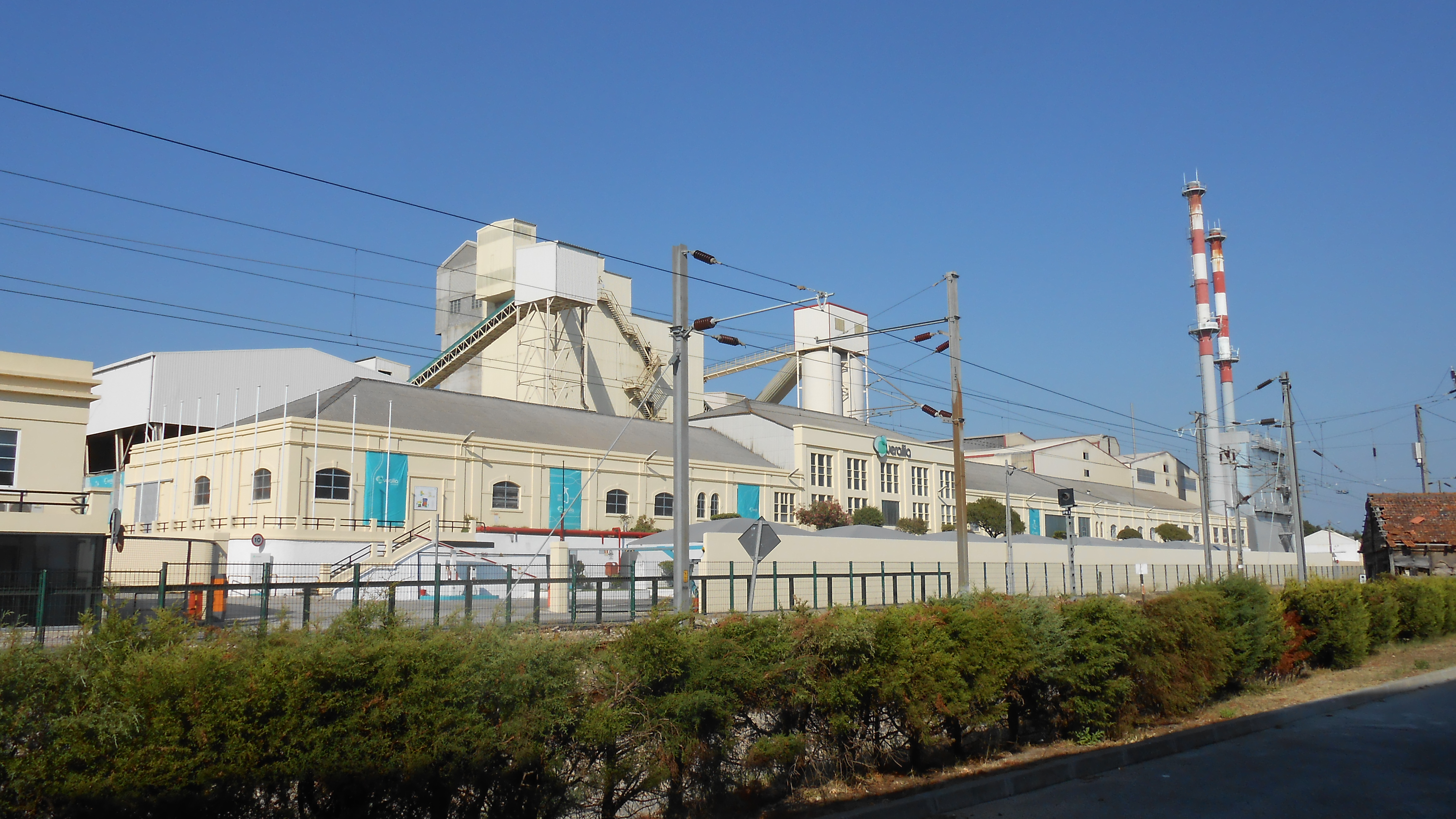
Glasfabrik in Figueira da Foz: Glaswaren sind zusammen mit Baustoffen und Papier- und Pappwaren die wichtigsten Exportgüter Portugals nach Barbados, wohin zudem Kork zur Bearbeitung geht und danach rückimportiert wird.

Die portugiesische Außenhandelskammer AICEP unterhält keine Niederlassung in Barbados, das AICEP-Büro in Caracas ist hier zuständig.
Im Jahr 2016 exportierte Portugal Waren im Wert von 0,906 Mio. Euro nach Barbados (2015: 1.628 Mio.; 2014: 1,612 Mio.; 2013: 0,888 Mio.; 2012: 0,985 Mio.), davon 42,5 % Minerale und Erze (vor allem Glaswaren und Baustoffe), 28,2 % Metallwaren (vor allem Silos), 20,7 % Papier und Zellulose und 7,5 % Kork.
Im gleichen Zeitraum lieferte Barbados Güter im Wert von 0,038 Mio. Euro an Portugal (2015: 0,00 Euro ; 2014: 2,491 Mio. Euro; 2013: 4.000 Euro; 2012: 3.000 Euro), davon 97,1 % Holz und Kork (vor allem bearbeitete Korkprodukte) und 2,9 % handgemalte Produkte.
Damit stand Barbados für den portugiesischen Außenhandel an 161. Stelle als Abnehmer und an 166. Stelle als Lieferant, im barbadischen Außenhandel rangierte Portugal an 108. Stelle als Abnehmer und an 53. Stelle als Lieferant.

## Sport
Badminton und Tennis sind in beiden Ländern vergleichsweise populär. Jedoch trafen Sportler beider Länder außerhalb Olympias selten aufeinander.  So sind die Barbadische und die Portugiesische Davis-Cup-Mannschaft bisher noch nicht aufeinander getroffen (Stand November 2017), und bei den Portugal International im Badminton gab es bisher keinen Sieger aus Barbados.
Auch die Barbadische Fußballnationalmannschaft und die Portugiesische Nationalelf sind bisher noch nicht zusammengetroffen (Stand November 2017).